# SummerSlam (2011)
SummerSlam (2011) — щорічне pay-per-view шоу «SummerSlam», що проводиться федерацією реслінгу WWE. Шоу відбулося 14 серпня 2011 року в Стейплс-центр у Лос-Анджелесі, Каліфорнія (США). Це було 24 шоу в історії «SummerSlam». На шоу пройшло 5 запланованих, 1 призначений на шоу, 1 темний, і 1 поєдинок за контрактом «Money in the Bank».